# 교량터널

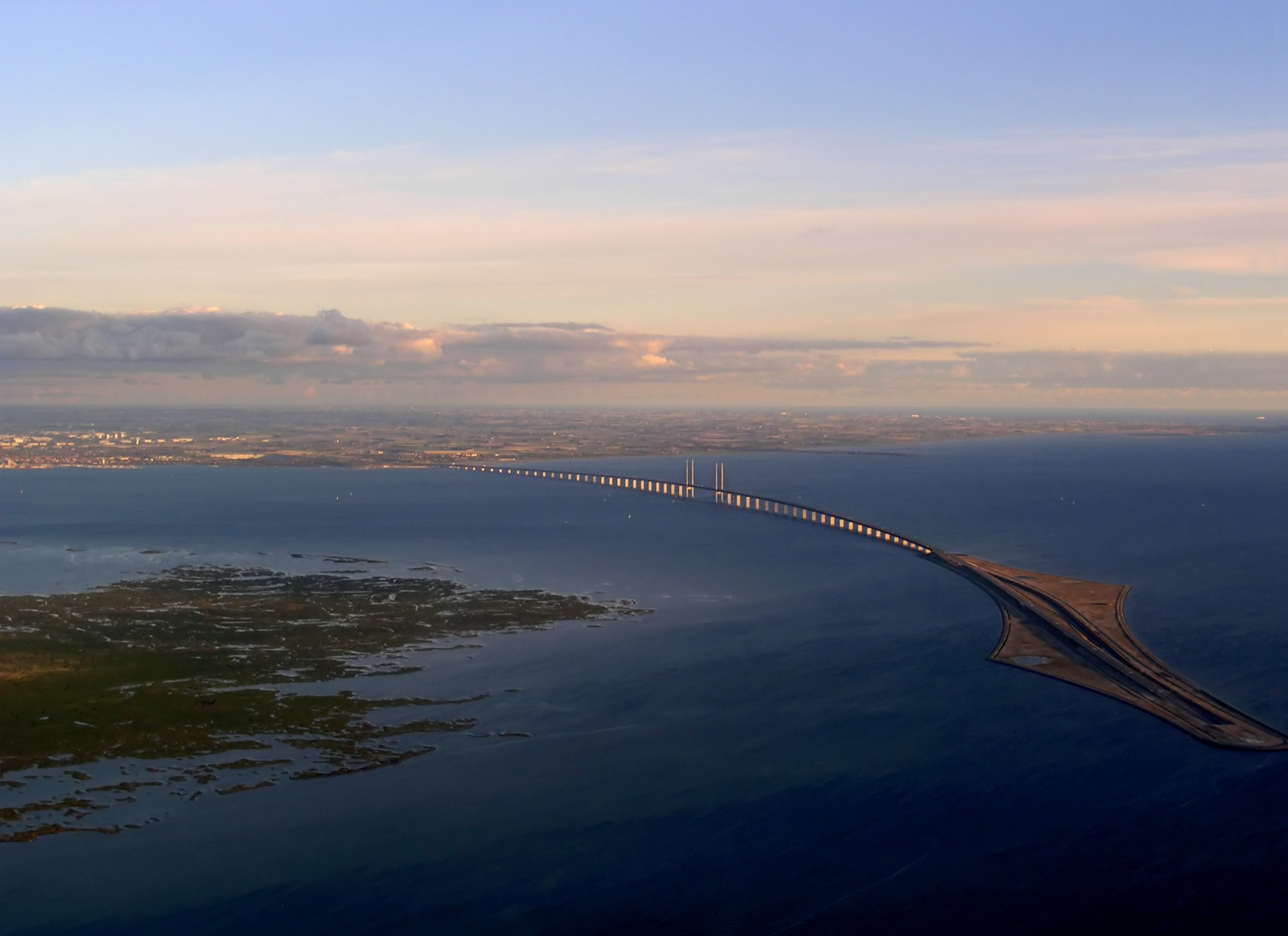

교량터널(bridge-tunnel)은 도로나 철로가 교량과 터널이 한데 이어져서 수역을 건너도록 만들어진 시설이다.
이것은 교량과 터널, 때로는 둑길의 조합을 사용하고 도개교 또는 페리와 같은 간헐적 연결을 포함하지 않는 물을 가로지르는 지속적이고 끊어지지 않은 도로 또는 철도 연결이다.
교량 터널은 페리 서비스를 대체하는 고정 링크 또는 고정 교차로의 한 형태이다. 고정 링크는 (꼭은 아니지만) 종종 대륙 간 대륙 간 연결로 또는 연안섬에 대한 대양 횡단 연결로로 사용된다.

## 같이 보기
- 거가대교
- 외레순 다리